# UE 산트 안드레우

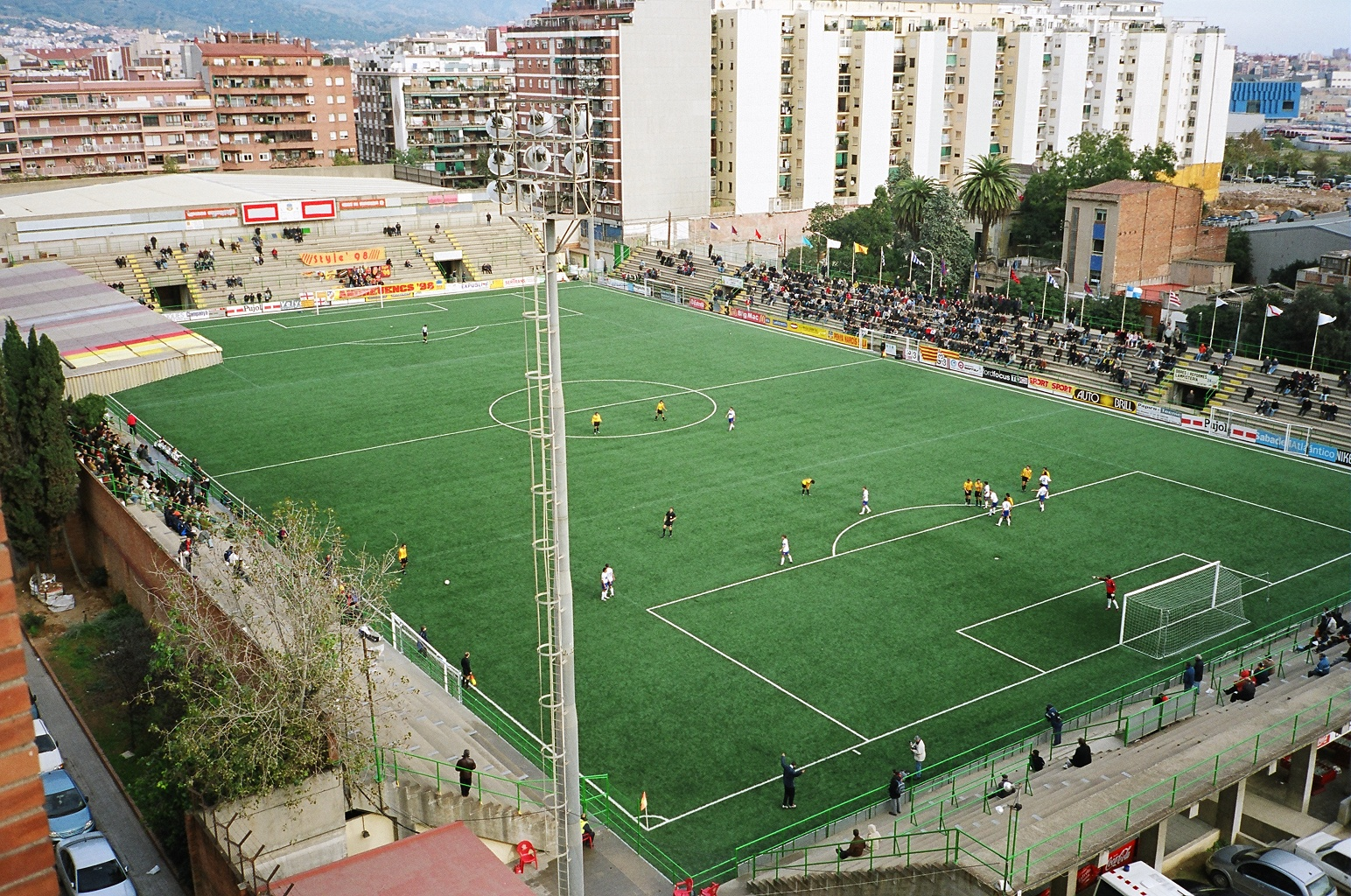
캄포 무니시팔 나르시스 살라, 산트 안드레우 부지

UE 산트 안드레우(카탈루냐어 발음: [uniˈo əspuɾˈtiβə ˈsant ənˈdɾew] )는 카탈루냐 지역의 산트 안드레우 지구 바르셀로나를 연고지로 하는 스페인의 축구팀이다. 1909년에 설립된 이 팀은 세군다 페데라시온에 소속되어 있으며, 캄포 무니시팔 나르시스 살라 에서 홈 경기를 개최하며 전체 좌석 수는 6,563명이다.

## 선수 명단

### 현역
참고: FIFA 자격 규정에 따라 소속된 국가대표팀 국기를 표시합니다. 선수는 복수의 FIFA 비회원국 국적을 가지고 있을 수 있습니다.
| 번호 | 포지션 | 국적 | 이름              |
| ---- | ------ | ---- | ----------------- |
| 9    | FW     |      | 어니스트 포르가스 |

| 번호 | 포지션 | 국적 | 이름            |
| ---- | ------ | ---- | --------------- |
| 18   | MF     |      | 마르코스 고리티 |

## 역대 감독
| 감독                | 임기        |
| ------------------- | ----------- |
| 페르디난트 다우치크 | 1969 ~ 1970 |
| 페르디난트 다우치크 | 1973 ~ 1974 |
| 페르디난트 다우치크 | 1976 ~ 1977 |
| 파치 살리나스       | 2013 ~ 2014 |